# Limenitis venata
Limenitis venata är en fjärilsart som beskrevs av John Henry Leech. Limenitis venata ingår i släktet Limenitis och familjen praktfjärilar. Inga underarter finns listade i Catalogue of Life.